# Aiello del Friuli
Aiello del Friuli (furlanisch Dael) ist eine Gemeinde in der italienischen Region Friaul-Julisch Venetien mit 2121 Einwohnern (Stand 31. Dezember 2023). Zur Gemeinde gehört auch der Ort Joannis (furlanisch Vuanis), der bis 1927 selbständig war.

## Geografie
Die Nachbargemeinden sind Bagnaria Arsa, Campolongo al Torre, Cervignano del Friuli, Ruda, San Vito al Torre und Visco.
Die nächsten größeren Städte sind Udine (etwa 30 km nördlich), Gorizia (etwa 28 km nordöstlich) und Triest (etwa 50 km südöstlich). Nördlich der Ortschaft verläuft die Autostrada A4 (Serenissima) von Turin nach Triest über das Gemeindegebiet.

## Geschichte
Die Gemeinde war bis zum Ende des Ersten Weltkriegs Teil der Grafschaft Görz und Gradisca, wobei sie dem Gerichtsbezirk Cervignano unterstellt war, der wiederum Teil des Bezirks Monfalcone war.

## Söhne und Töchter der Stadt
- Enzo Bearzot (1927–2010), Fußballspieler und -trainer